# Phenacoccus gorgasalicus
Phenacoccus gorgasalicus är en insektsart som beskrevs av Hadzibejli 1960. Phenacoccus gorgasalicus ingår i släktet Phenacoccus och familjen ullsköldlöss. Inga underarter finns listade i Catalogue of Life.